# Штука (Босилово)
Штука (мкд. Штука) је насеље у Северној Македонији, у југоисточном делу државе. Штука је у саставу општине Босилово.

## Географија
Штука је смештена у југоисточном делу Северне Македоније. Од најближег града, Струмице, насеље је удаљено 16 km источно.
Насеље Штука се налази у историјској области Струмица. Насеље је положено на северном ободу плодног Струмичког поља. Северно од насеља издиже се планина Огражден. Надморска висина насеља је приближно 290 метара.
Месна клима је блажи облик континенталне због близине Егејског мора (жарка лета).

## Становништво
Штука је према последњем попису из 2021. године имала 590 становника.
| Национални састав према попису из 2021.‍ | Национални састав према попису из 2021.‍ | Национални састав према попису из 2021.‍ | Национални састав према попису из 2021.‍ | Национални састав према попису из 2021.‍ |
| --------------------------------------- | --------------------------------------- | --------------------------------------- | --------------------------------------- | --------------------------------------- |
|                                         |                                         |                                         |                                         |                                         |
| Македонци                               | Македонци                               |                                         | 561                                     | 95,1%                                   |
| непописани                              | непописани                              |                                         | 29                                      | 4,9%                                    |

Претежна вероисповест месног становништва је православље.